# Liolaemus acostai
Liolaemus acostai — вид ігуаноподібних ящірок родини Liolaemidae. Ендемік Аргентини. Описаний у 2013 році.

## Поширення і екологія
Liolaemus acostai відомі за кількома зразками, зібраними в провінції Сан-Хуан. Вони живуть на гірських луках, зустрічаються на висоті від 700 до 900 м над рівнем моря. Ведуть наземний спосіб життя, живляться мурахами, відкладають яйця.